# Kościół w Warzymicach
Kościół w Warzymicach – kościół, który znajdował się w Warzymicach w gminie Kołbaskowo, w powiecie polickim (województwo zachodniopomorskie). Uszkodzony podczas II wojny światowej i rozebrany. Pozostałości budowli wpisano do rejestru zabytków.

## Historia
Kościół został wzniesiony w drugiej połowie XIII wieku. Była to budowla salowa na planie prostokąta o wymiarach 14 na 10,3 m, murowana z kamieni narzutowych. Do 1657 roku był to kościół parafialny, później parafię przeniesiono do Będargowa. W XVIII wieku kościół rozbudowano, naruszając podczas prac konstrukcję znajdującej się od strony zachodniej wieży, którą rozebrano. Na jej miejsce wykonano w zachodniej części dachu sygnaturkę w konstrukcji ryglowej, nakrytą spiczastym dachem w formie barokowej. Hełm sygnaturki zwieńczony był kulą i wiatrowskazem. W 1894 roku budowlę otynkowano, zakrywając przy tym gotycki portal południowy. Wewnątrz kościoła znajdowały się odlane z brązu dwa świeczniki ołtarzowe o wysokości 33 cm z 1595 roku i trzyramienny świecznik ambonowy oraz dwie wykonane z mosiądzu misy chrzcielne o średnicach 36 i 34 cm. Na misach znajdowały się rysunki powstałe poprzez wyklepywanie blachy miedzianej, przedstawiające sceny Zwiastowania i Grzechu pierworodnego.
Kościół został uszkodzony podczas II wojny światowej i następnie rozebrany. Do czasów dzisiejszych przetrwały jedynie zarośnięte fundamenty oraz porozrzucane głazy pochodzące z budowli.
We wrześniu 2019 roku Gmina Kołbaskowo ogłosiła przetarg pod nazwą „Zagospodarowanie terenu zabytkowych ruin XIII-wiecznego kościoła i dawnego cmentarza w Warzymicach”. Roboty przewidziane przetargiem miałyby obejmować wybudowanie na miejscu dawnego kościoła pełnowymiarowej, ażurowej, stalowej konstrukcji odzwierciedlającej kształt i wymiary dawnej świątyni. Teren wokół miałby zostać zagospodarowany i wyposażony w elementy małej architektury (ławki, stoły, tablice informacyjne itp.).